# Krzywicze (przystanek kolejowy)
Krzywicze (biał. Крывічы, ros. Кривичи) – przystanek kolejowy w miejscowości Parobki, w rejonie miadzielskim, w obwodzie mińskim, na Białorusi. Położony jest na linii Połock – Mołodeczno.
Nazwa pochodzi od pobliskiego osiedla typu miejskiego Krzywicze. Przystanek istniał przed II wojną światową. Nosił wówczas nazwę Krzywicze Miasteczko, dla odróżniania od stacji kolejowej Krzywicze (obecnie Kniahinin).